# Lhota (Pačlavice)
Lhota je vesnice, část obce Pačlavice v okrese Kroměříž. Nachází se asi 2 km na jihozápad od Pačlavic. Je zde evidováno 112 adres. Trvale zde žije 220 obyvatel.
Lhota leží v katastrálním území Lhota u Pačlavic o rozloze 3,58 km2.

## Historie
První písemná zmínka o obci pochází z roku 1349.

## Obyvatelstvo

### Struktura
Vývoj počtu obyvatel za celou obec i za jeho jednotlivé části uvádí tabulka níže, ve které se zobrazuje i příslušnost jednotlivých částí k obci či následné odtržení.
| Místní části   | Místní části | 1869 | 1880 | 1890 | 1900 | 1910 | 1921 | 1930 | 1950 | 1961 | 1970 | 1980 | 1991 | 2001 | 2011 |
| -------------- | ------------ | ---- | ---- | ---- | ---- | ---- | ---- | ---- | ---- | ---- | ---- | ---- | ---- | ---- | ---- |
| Počet obyvatel | část Lhota   | 395  | 420  | 441  | 445  | 439  | 443  | 429  | 353  | 372  | 311  | 275  | 234  | 220  | 187  |
| Počet domů     | část Lhota   | 67   | 74   | 83   | 85   | 86   | 93   | 103  | 109  | -    | 93   | 83   | 87   | 86   | 96   |

## Pamětihodnosti
- Socha sv. Anny
- pomník z 1. světové války